# Sciopolina fasciata
Sciopolina fasciata är en tvåvingeart som beskrevs av Charles Howard Curran 1924. Sciopolina fasciata ingår i släktet Sciopolina och familjen styltflugor. Inga underarter finns listade i Catalogue of Life.